# Viktor Gehring
Viktor Gehring, auch Victor Gehring, (10. Januar 1889 – 24. April 1978) war ein deutscher Regisseur, Schauspieler und Drehbuchautor.

## Leben
Bevor Gehring zum Film ging, war er bereits ein etablierter bayrischer Hofschauspieler. 1941 spielte er im Nazipropagandafilm Ohm Krüger mit. Gehring stand 1944 in der Gottbegnadeten-Liste des Reichsministeriums für Volksaufklärung und Propaganda.

## Filmografie (Auswahl)
- 1916: Der Lautenmacher von Mittenwald
- 1919: Der Jäger von Fall
- 1919: Der Dorfkaplan
- 1920: Der Ochsenkrieg
- 1920: Bergasyl
- 1920: Der Klosterjäger
- 1920: Der Totenkopf
- 1921: Der Verfluchte
- 1921: Die Trutze von Trutzberg
- 1921: Die Kette der Schuld
- 1921: Der Totenkopf. 2. Teil
- 1922: Monna Vanna
- 1923: Die Affäre der Baronesse Orlowska
- 1923: Martin Luther
- 1926: Marccos tollste Wette
- 1926: Ich hab’ mein Herz in Heidelberg verloren
- 1926: Der Pflanzendoktor
- 1929: Der Bund der Drei
- 1930: Der Tiger
- 1934: Schloß Hubertus
- 1935: Herbstmanöver
- 1935: Ehestreik
- 1935: Der Klosterjäger
- 1936: Die Leute mit dem Sonnenstich
- 1936: Standschütze Bruggler
- 1937: Condottieri
- 1937: Der nackte Spatz
- 1937: Signal in der Nacht
- 1937: Die Hosenknöpf
- 1937: Gewitter im Mai
- 1938: Spuk im Museum
- 1938: Der Edelweißkönig
- 1939: Bal paré
- 1940: Der laufende Berg
- 1942: Der Fall Rainer
- 1941: Der Meineidbauer
- 1941: Ohm Krüger
- 1944: Der kleine Muck
- 1951: Die Martinsklause
- 1951: Die Alm an der Grenze
- 1952: Die schöne Tölzerin